# Œ
Œ (minúscula: œ) és un grafema de l'alfabet llatí consistent en una lligadura tipogràfica de les lletres o i e. En llatí medieval, i modern primerenc, era utilitzat per representar el diftong grec οι i també en algunes paraules no gregues; aquest ús continua actualment en anglès i francès. En francès representa la vocal mitjana anterior arrodonida i sona diferent que no pas la é or è. El grafema és utilitzat també en l'ortografia moderna del nòrdic antic. En alemany, l'equivalent és ö (o amb umlaut). En danès, feroès i noruec la lletra equivalent és Ø. No és intercanviable per ö en suec, finlandès, islandès, estonià, hongarès i turc, ja que la ö no representa o amb umlaut en aquestes llengües.
L'islandès antic distingeix entre œ i æ. Els dos sons es confonen en æ en la llengua moderna. Per exemple, islandès antic hœgr → islandès modern hægur “fàcil; oportú, convenient; afable, amable, dolç etc.”.
En llatí clàssic representava un so similar al diftong català oi ([oj]); emperò el llatí vulgar va reemplaçar aquest so pel d'una e llarga ([e:]). Per aquesta raó, les paraules llatines que posseeixen Œ i que han arribat al català s'escriuen amb e; per exemple, fœderal es converteix en federal i fœtus en fetus.
En l'Alfabet Fonètic Internacional representa la vocal mitjana anterior arrodonida.
Els codis Unicode són respectivament Œ 338 (152 en hexadecimal) i œ 339 (153 en hexadecimal). A HTML el codi &OElig; i &oelig;; també pot ser usat. A l'hora d'escriure des d'un PC, œ és ALT+0156 i Œ és ALT+0140.